# Guillermo Inca Pereda
Guillermo Inca Pereda, O.S.I. (n. Santiago de Chuco, 26 de abril de 1959), es un sacerdote del Obispado Castrense del Perú de nacionalidad peruana. Administrador Apostólico del Obispado Castrense del Perú (2013-2014) vicario general del Obispado Castrense del Perú y actual secretario general de la Conferencia Episcopal Peruana.

## Biografía
Nació en Santiago de Chuco - La Libertad, el 26 de abril de 1959, realizó sus primeros estudios en Santiago de Chuco y luego en la ciudad de Chimbote.
En 1975 ingresó al Seminario Menor de los padres Oblatos de San José, en 1980 realizó su noviciado en Londrina (Brasil), realizando sus primeros votos religiosos en el año 1981. Fue ordenado Sacerdote en manos de Su Santidad Juan Pablo II el 3 de febrero de 1985 durante su primera visita al Perú. 
El P. Guillermo ha sido párroco durante el año 1988 y 1989 de la Parroquia San Juan Bautista de la provincia de Pomabamba (Ancash), al ser elegido como integrante del Consejo Inspectorial de su congregación fue trasladado a la ciudad de Lima como párroco de la Parroquia La Sagrada Familia desde el año 1990 hasta 1996, año en el que inició sus servicios como secretario canciller en el Obispado Castrense del Perú y luego vicario general (2002) en el año 2001 es nombrado como párroco del actual de la Parroquia María Misionera-Santuario Diocesano del Divino Niño de Lima.
En el año 2013 Guillermo fue nombrado por su santidad el Papa Francisco como Administrador Apostólico del Obispado Castrense del Perú (Obispo Temporal), cargo que ha desempeñado hasta el 11 de setiembre de 2014, siendo relevado por Mons. Juan Carlos Vera Plasencia.
El P. Guillermo es actualmente Secretario General de la Conferencia Episcopal Peruana (siendo el primer sacerdote que ocupa este cargo que antes siempre lo tuvo un obispo).